# Ángel Larroque
Ángel Larroque Echevarría (Bilbao 6 de septiembre de 1874 – ibídem, 22 de enero de 1961) fue un pintor vizcaíno, popular entre la burguesía bilbaína y las familias asentadas en Guecho durante la primera mitad del siglo XX. 

## Biografía
Continuando la vocación familiar (era hijo y nieto de pintores decoradores), a los doce años de edad ingresó en la Escuela de Artes y Oficios de Bilbao. Uno de sus profesores de la Escuela fue Anselmo Guinea.
En 1893, y gracias a una beca de la Diputación de Vizcaya, pudo disfrutar de un pensionado de tres años para completar su formación en París, junto al escultor Nemesio Mogrobejo. Ese mismo año viajó a Alemania, en concreto a la ciudad de Stuttgart, en compañía de Mogrobejo. De vuelta en España se dedicó a estudiar a los viejos maestros del Museo del Prado. Merced a una segunda beca de la diputación vizcaína, obtenida junto a Aurelio Arteta, viajó a Italia, concretamente a Florencia y Roma. Tras este viaje se integró en la vida artística española y participó en las actividades de la Asociación de Artistas Vascos.
A partir de entonces pintó gran número de lienzos, celebrando exposiciones en Austria, Alemania, México, París y Londres. En Madrid concurrió a las Exposiciones Nacionales de Bellas Artes de 1912, 1917 y 1920, dando también a conocer sus obras en exposiciones celebradas en Bilbao en diferentes fechas. En 1921 se presentó y ganó las oposiciones al cargo de profesor de la Escuela de Artes y Oficios de Bilbao.
Su pintura alterna los temas populares con los paisajes urbanos.
En 1947, a propuesta de la Diputación de Vizcaya, se le concedió la Cruz y Encomienda de Alfonso X el Sabio por sus méritos contraídos como artista y profesor.
Consiguió los premios siguientes: Diploma de Honor en la Exposición Española organizada con motivo del Centenario de la Independencia Mexicana (1911); Medalla de Tercera clase en la Exposición Nacional de Bellas Artes (1917), con el cuadro titulado Recolección de manzanas.
Las obras más destacadas de Larroque son: La joven del sofá, En la fuente, Aldeanos al mercado, Niña de J. T., El ciego de los romances, Los paisanos vascos, El txistu en la romería, propiedad de la Sociedad Bilbaína, Retrato de Ramón de la Sota, Accidente de Trabajo, La chica del gato, y el cuadro que fue adquirido por suscripción popular y regalado al Museo de Bellas Artes de Bilbao, Las hilanderas.

## Crítica
El crítico Juan de la Encina dijo que él es un «pintor cuyos rasgos primordiales son la finura, el matiz, la concisión, la solidez y un prodigioso dominio de la técnica de la pintura. Descuella en el retrato, sobre todo en el retrato de mujeres y niños, arreados y tocados con elegancia; y para que su pincel corra con entera soltura por el lienzo, necesita tener ante sus ojos materias ricas (sedas, terciopelos, batistas finas y transparentes, randas y encajes) y formas que se desarrollen en un ritmo de reposo entre velazquino y rafaelesco. No habéis de pedirle vivacidad y ardor expresivo, afluencia de imaginación, porque no encajan con holgura en su vocabulario artístico otras palabras que las que expresen serenidad, ordenación sencilla y clara, reposo».
Lázaro Uriarte, en el décimo aniversario de su muerte, lo definió de la siguiente forma:«fue, ante todo, un pintor elegante, especialmente dotado para finísimas valoraciones tonales, de irreprochable y limpia técnica, a medio camino entre el "esprit de finesse parisino" y las más decantadas y exigentes maneras clásicas, atenuadas de excesivos rigores compositivos y plenamente fundidas con los más modernos lenguajes plásticos de su tiempo. Severo sin sequedad en cuanto al color, contenidamente cálido sin estridencias, Larroque logró altísimas calidades cromáticas y engastadas en monturas lineales de sobrio arabesco. Basta, como botón de muestra, contemplar "La chica del sofá" de nuestro Museo Provincial -obra magistral que entusiasmaba al también gran artista y escultor Higinio de Basterra- y podremos comprobar la perfecta fusión estética de los más dispares, aunque complementarios, ingredientes expresivos, unificados en la superior unidad de la obra de arte».

## Selección de obras
- Maternidad (Museo de Bellas Artes de Bilbao)Maternidad

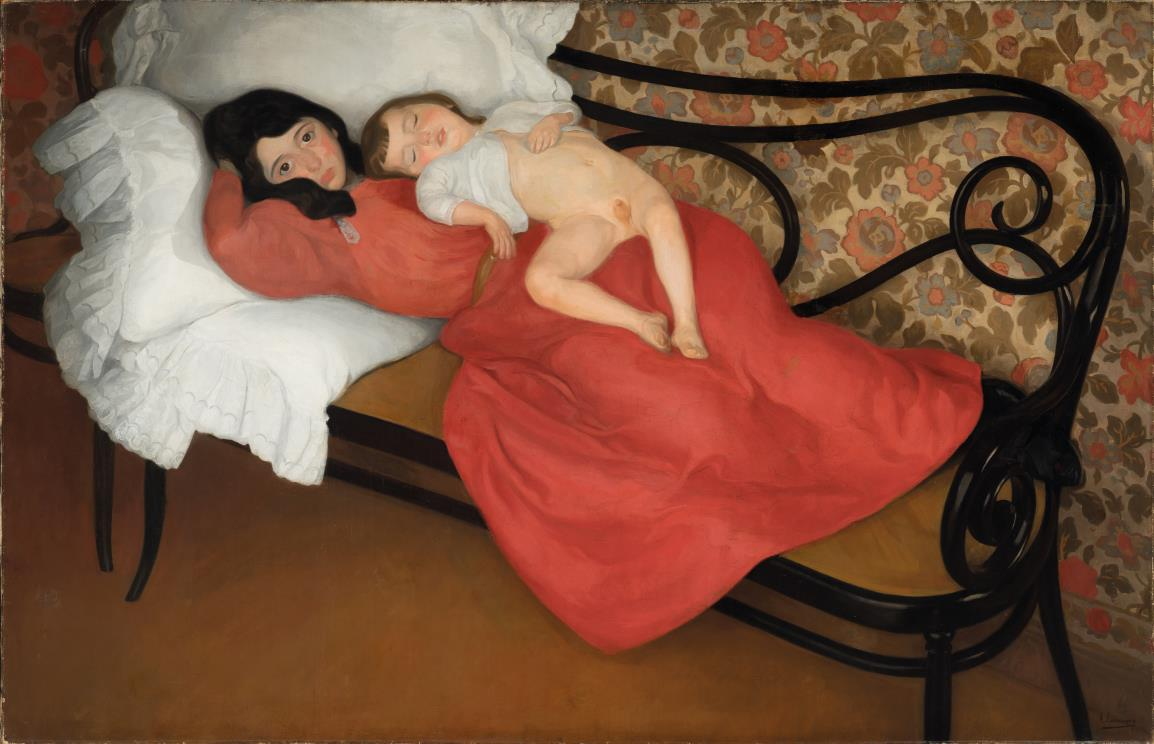
Maternidad

- Accidente de trabajo (Diputación Foral de Vizcaya)
- Sardinera (Museo de Bellas Artes de Álava)
- La joven del sofá
- El ciego de los romances
- Retrato de Ramón de la Sota
- Flora, la enana (Museo de Bellas Artes de Bilbao)Flora, la enana
- Los paisanos vascos

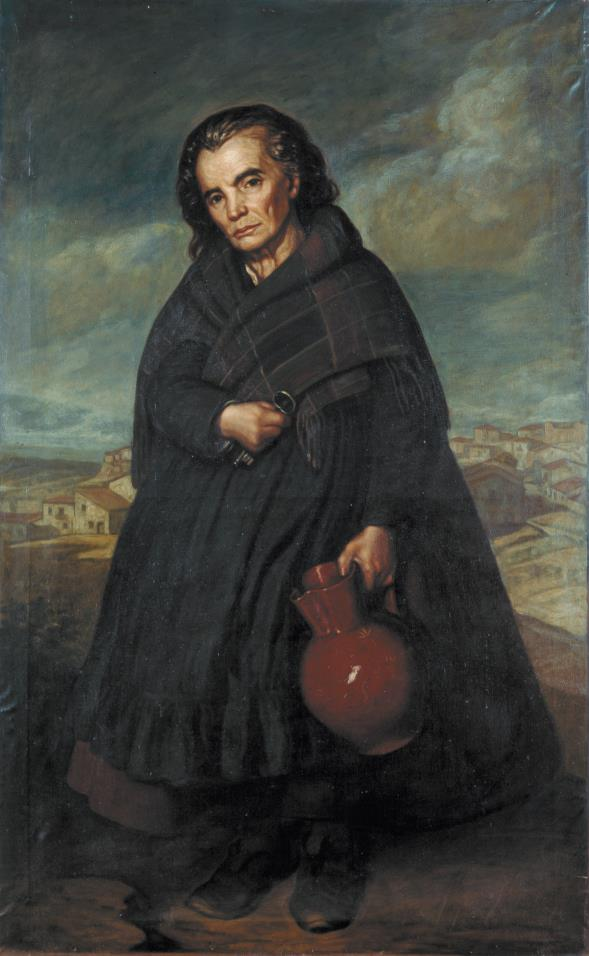
Flora, la enana

- La chica del gato (Museo de Bellas Artes de Bilbao)La chica del gato
- Recolección de manzanas

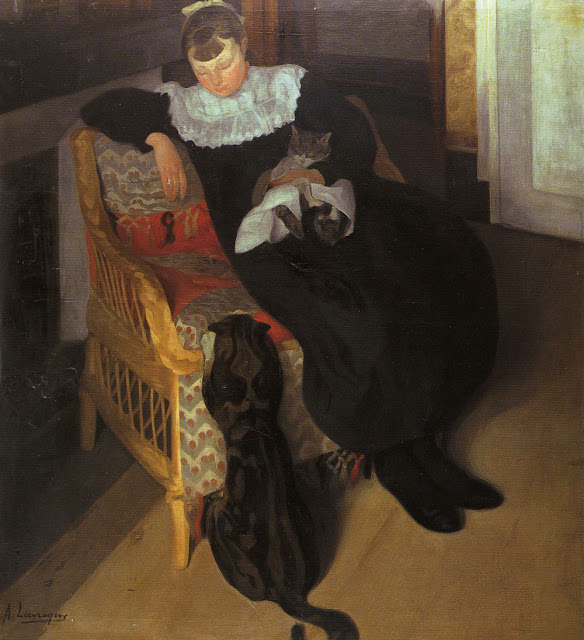
La chica del gato

- Artekale y el Arco de Santa Ana en Durango (Museo de Arte e Historia de Durango)